# Унтербрайцбах
Унтербрайцбах (нем. Unterbreizbach) — община в Германии, в земле Тюрингия. 
Входит в состав района Вартбург.  Население составляет 3790 человек (на 31 декабря 2010 года). Занимает площадь 30,00 км².
Коммуна подразделяется на 3 сельских округа.